# Военно-политический кабинет Израиля
Военно-политический кабинет Израиля (ивр. הקבינט המדיני-ביטחוני‎) или Израильская министерская комиссия по вопросам безопасности (ивр. ועדת השרים לענייני ביטחון‎) — министерская комиссия, действующая внутри правительства Израиля и сформированная в соответствии с Законом о правительстве 2001 года. Кабинет занят решением наиболее важных вопросов национальной безопасности и действует под руководством премьер-министра.

## Структура кабинета и его полномочия

### Состав
В состав Военно-политического кабинета в обязательном порядке входят премьер-министр, и. о. премьер-министра (если назначение на должность произведено), министр обороны, министр иностранных дел, министр финансов, министр внутренней безопасности и министр юстиции. По предложению премьер-министра правительство полномочно назначить дополнительных членов Кабинета, при условии, что число его членов не превысит половины числа членов правительства.

### Полномочия
Военно-политический кабинет рассматривает следующие вопросы: 
1. национальная безопасность
2. система безопасности и её политика
3. международные отношения и внешняя политика
4. другие вопросы по усмотрению премьер-министра

### Дополнительные положения
Работа Военно-политического кабинета также регламентируется следующими положениями:
- решения Кабинета, равно как и решения правительства, имеют обязательную силу
- на обсуждения и решения Кабинета распространяются положения о секретности, обязывающие правительство и министерские комиссии
- Кабинет не может воспрепятствовать обсуждению указанных выше вопросов в правительстве, если решение об этом принято премьер-министром
- работа Кабинета координируется штабом по национальной безопасности совместно с секретариатом правительства

## Члены Кабинета
В состав Военно-политического кабинета до конца декабря 2022 года входили:
1. Нафтали Бенет — премьер-министр (Ямина)
2. Яир Лапид — премьер-министр по ротации, министр иностранных дел (Еш атид)
3. Бени Ганц — министр обороны (Кахоль-лаван)
4. Авигдор Либерман — министр финансов (Наш дом Израиль)
5. Гидеон Саар — министр юстиции (Тиква Хадаша)
6. Омер Бар-Лев — министр внутренней безопасности (Авода)
7. Ницан Хоровиц — министра здравоохранения (Мерец)
8. Аелет Шакед —  министр внутренних дел (Ямина)
9. Зеэв Элькин — министр по делам Иерусалима и наследия (Тиква Хадаша)
10. Мейрав Михаэли — министр транспорта и безопасности на дорогах (Авода)
11. Ифат Шаша-Битон — министр образования (Тиква Хадаша)